# Rivière Magpie (Ontario)
Pour l’article homonyme, voir Rivière Magpie (Québec).
La rivière Magpie est un cours d'eau qui coule dans le district d'Algoma situé dans la province de l'Ontario au Canada.

## Géographie
La rivière Magpie rejoint la rivière Michipicoten près de leur confluence commune dans la baie de Michipicoten donnant sur le lac Supérieur.
La rivière passe à travers plusieurs barrages hydroélectriques.
La rivière Magpie traverse les villages de Dubreuilville et de Magpie.